# Trasformat
Trasformat è stato un gioco televisivo italiano a premi, andato in onda su Italia 1 dall'8 novembre 2010 al 27 maggio 2011 con la conduzione di Enrico Papi.

## Storia del programma
Il programma andava in onda nella fascia oraria dell'access prime time, ed era condotto da Enrico Papi assieme a Raffaella Fico e Katia Follesa, per poi essere sostituite da Francesca Cipriani a metà della stagione televisiva. Dal 16 gennaio all'8 giugno 2012 sono andati in onda dei montaggi delle vecchie puntate della trasmissione, con la sola aggiunta della versione virtuale di Papi stesso chiamato "Enrichetto", che altro non era che la stessa Cipriani con voce modificata (si capiva facendo il confronto tra le vecchie puntate e le nuove con le stesse frasi ripetute dalla Cipriani e da Enrichetto, essendo repliche). La seconda versione andava in onda nella fascia del tardo pomeriggio sempre su Italia 1. Il programma era registrato a Roma, nello Studio 4 del Centro Titanus Elios.
Questo è stato l'ultimo game show ad occupare la fascia di access prime time nella storia di Italia 1. Infatti, dopo la conclusione di Trasformat, il secondo canale Mediaset ha trasmesso sempre i telefilm in quella fascia oraria.

## Svolgimento del gioco
Lo scopo del gioco era quello di indovinare l'identità di alcune famose celebrità, le cui facce erano state deformate e camuffate in modo da renderle irriconoscibili. Al quiz prendevano parte inizialmente tre concorrenti, i quali avevano a disposizione venti "vite", ossia venti tentativi di risposta, che dovevano essere formulate entro dieci secondi; in caso di risposta errata si perdeva una vita. Il gioco si divideva in tre "manche", vale a dire in tre diversi segmenti.
Sfida iniziale
La sfida vera e propria era composta da due manche "iniziali", in cui i concorrenti dovevano identificare tre personaggi modificati secondo un determinato tema; solo in questa fase, se un concorrente forniva la risposta esatta guadagnava una vita. La seconda manche dava il primato di rispondere sempre al concorrente che indovinava la "faccia di gomma". Questa manche prevedeva un altro tema, in cui bisognava sempre identificare tre personaggi, e al termine della manche il concorrente col minor numero di vite veniva eliminato. I temi della manche non erano mai uguali.
Faccia a faccia
Nella seconda manche, denominata "Faccia a faccia", i due concorrenti rimasti in gioco si giocavano l'accesso alla manche finale attraverso l'identificazione di celebrità deformate: il concorrente che per primo ne indovinava 3 ne usciva vincitore.
Faccia da cubo
Nella terza ed ultima manche, denominata "Faccia da cubo", il concorrente superstite iniziava scegliendo quale tra due premi in palio ricevere in caso di vittoria. Quindi, sfruttando le vite rimaste, doveva svelare l'identità di tutti e sei i personaggi raffigurati sulle facce di un cubo calato dall'alto dello studio.
In questa manche, per ogni identità, poteva usufruire di tre aiuti: il miglioramento dell'immagine, l'ascolto della voce del personaggio e l'indizio fornito dal conduttore. Ogni volta che il concorrente richiedeva un aiuto, veniva sottratta una vita.
Ogni volta che dava una risposta sbagliata o faceva scadere i 10 secondi di tempo perdeva una vita. Se chiedeva un aiuto e poi dava la risposta sbagliata, o faceva scadere il tempo, perdeva solo la vita per l'aiuto. Durante la seconda parte della prima edizione sono stati introdotti fotomontaggi di due differenti animali che sono poi stati gli oggetti del merchandising chiamato "Trasformat Animal".

## Trasformat Animal
Uno dei giochi di Trasformat era stato anche portato al pubblico tramite la creazione di album di figurine. Si trattava dei "Trasformat Animal", fotomontaggi di due animali diversi che, combinati assieme, formavano nuove razze di animali, buffe e improbabili. L'album di figurine era stato commercializzato nel primo semestre del 2011 in tutte le edicole. Era inoltre attivo un concorso a premi che prevedeva che nel caso in cui si fosse trovata una specifica carta speciale si sarebbe vinto un iPad 2.

## Riconoscimenti
Il programma è stato eletto come "il più originale del mondo" all'edizione 2011 del Fresh TV Around the World, nell'ambito del MIPTV di Cannes.